# 1038년

## 연호
- 북송(北宋) 경우(景祐) 5년 / 보원(寶元) 원년
- 요(遼) 중희(重熙) 7년
- 일본(日本) 조랴쿠(長暦) 2년
- 서하(西夏) 대경(大慶) 3년 / 천수예법연조(天授禮法延祚) 원년
- 리 왕조(李朝) 통투이(通瑞) 5년

## 기년
- 고려(高麗) 정종(靖宗) 4년
- 북송(北宋) 인종(仁宗) 16년
- 요(遼) 흥종(興宗) 8년
- 서하(西夏) 경종(景宗) 7년
- 리 왕조(李朝) 태종(太宗) 11년

## 사건
- 정종, 노비종모법 실시